# Agregat
Agregatele sunt o categorie largă de amestecuri de nisip, pietriș, piatră concasată, zgură și beton reciclat, folosite în construcții.

## Legături externe
- „Agregat” la DEX online